# Paneheszi (vezír)
Paneheszi ókori egyiptomi vezír volt a XIX. dinasztia idején, Merenptah uralkodása alatt.
Paneheszit ábrázolják Gebel esz-Szilszilében. Az eredetileg Horemheb által épített, de a XIX. dinasztia uralkodói által is bővített nagy szpeoszban épült egy kápolnája. Ebben ábrázolják, amint Merenptah fáraót imádja; egy jelenetben a fáraóval, valamint II. Iszetnofret királynéval és Széthi-Merenptah herceggel (a későbbi II. Széthi fáraóval) együtt szerepel. Paneheszi kápolnája a szpeosz déli oldalán áll; vele átellenben, az északi oldalon Paszer vezíré. Ábrázolják ugyanitt pár sztélén; az egyik a szpeosz északi végében áll, fő jelenete Merenptah fáraót Ámon-Ré, Montu, Szobek és Hathor. Egy másik sztélé a szentélybejárattól balra áll, ezen Paneheszi Merenptah és felesége, Iszetnofret mögött áll.
Paneheszi a Gebel esz-Szilszilében található királyi szentélyek közelében is megjelenik egy sztélén. Ez a sztélé Merenptah és apja, II. Ramszesz szentélye között áll, rajta Merenptah mögött egy herceg (valószínűleg Széthi-Merenptah), valamint Paneheszi vezír áll. A király Maat képét ajánlja fel Ámon-Rének.
A Chester Beatty papiruszon olvasható a nekropolisz írnokának Paneheszi vezírhez címzett levele, mely így kezdődik:
Kenherkhopsef írnok, Baenré-Meriamonnak, Ré fia Merenptah-Hotephermaatnak nagy nekropoliszából Ámon birtokán írja urának, a legyezőhordozónak a király jobbján, a város elöljárójának, Felső- és Alsó-Egyiptom vezírjének, Paneheszinek: Élet, üdv, egészség! Ezt a levelet azért küldöm, hogy értesítsem uramat…
A levél folytatásában az írnok jelenti, hogy jól halad a munka a fáraó „nagy helyén” (sírján), de kevés a cövek és a gipsz; kéri, hogy küldjék el neki a szükséges felszerelést és anyagokat.

## Fordítás
- Ez a szócikk részben vagy egészben  a   Panehesy (Vizier) című angol Wikipédia-szócikk ezen változatának fordításán alapul.  Az eredeti cikk szerkesztőit annak laptörténete sorolja fel. Ez a jelzés csupán a megfogalmazás eredetét és a szerzői jogokat jelzi, nem szolgál a cikkben szereplő információk forrásmegjelöléseként.